# Giovanni Francesco Gondola
Giovanni Francesco Gondola (in croato Djivo, Gjivo, Đivo o Ivan Gundulić; in serbo Џиво?, Dživo o Иван Гундулић/Ivan Gundulić; Ragusa di Dalmazia, 8 gennaio 1588 – Ragusa di Dalmazia, 1638) è stato uno scrittore e poeta dalmata, cittadino della Repubblica di Ragusa. Ha scritto le sue opere utilizzando principalmente il dialetto stocavo. Le opere erano in gran parte traduzioni dei classici italiani e latini.

## Biografia
(Citazione di Giovanni Francesco Gondola, poi diventata motto dell'antica Repubblica di Ragusa)
Nato da un'antica e potente famiglia patrizia ragusea da Francesco di Francesco Gondola (1567-1624) (figlio di Giovanni Gondola 1542-1575) e Gina de Gradi
Giovanni Gondola (anche Giovanni Francesco Gondola o ancora de Gondola) venne educato in lettere dal gesuita Silvestro Muzio, studiando anche filosofia con Ridolfo Ricasoli e Camillo Camilli, dandosi poi agli studi giuridici con risultati così brillanti da essere ben presto chiamato ad assolvere importanti incarichi nelle magistrature della Repubblica di Ragusa.
Essendo stato nobile raguseo, a diciannove anni, diventò consigliere del Maggior Consiglio della Repubblica. Per due volte nel corso della sua varia carriera pubblica - nel 1615 e nel 1619 - fu conte di Canali: un ufficio pubblico di durata annuale o biennale, in riferimento al quale il Gondola scrisse ai Rettori della Repubblica due relazioni il 26 e il 27 giugno 1619: si tratta degli unici due documenti manoscritti del Gondola a noi pervenuti.
A trent'anni si sposò con Nicoletta Sorgo - dell'antica casata nobile. Ebbero cinque figli: Francesco, Matteo, Sigismondo, Maria e Giovanna.
Negli ultimi tre anni della sua vita, Gondola fu senatore (1636), giudice (1637) e membro del Minor Consiglio (1638). In prossimità della sua elezione alla massima carica - quella di Rettore - Gondola morì di febbre, probabilmente a seguito di un'infezione alla cassa toracica.
Lungo tutto il corso della sua vita, Giovanni Gondola coltivò con sempre maggior passione la scrittura e la poesia, acquisendo ancora in vita una buona fama, ingigantitasi viepiù negli anni fino a farlo ritenere "il Tasso del Seicento raguseo" e il più decantato autore dell'intera storia della letteratura della Repubblica.

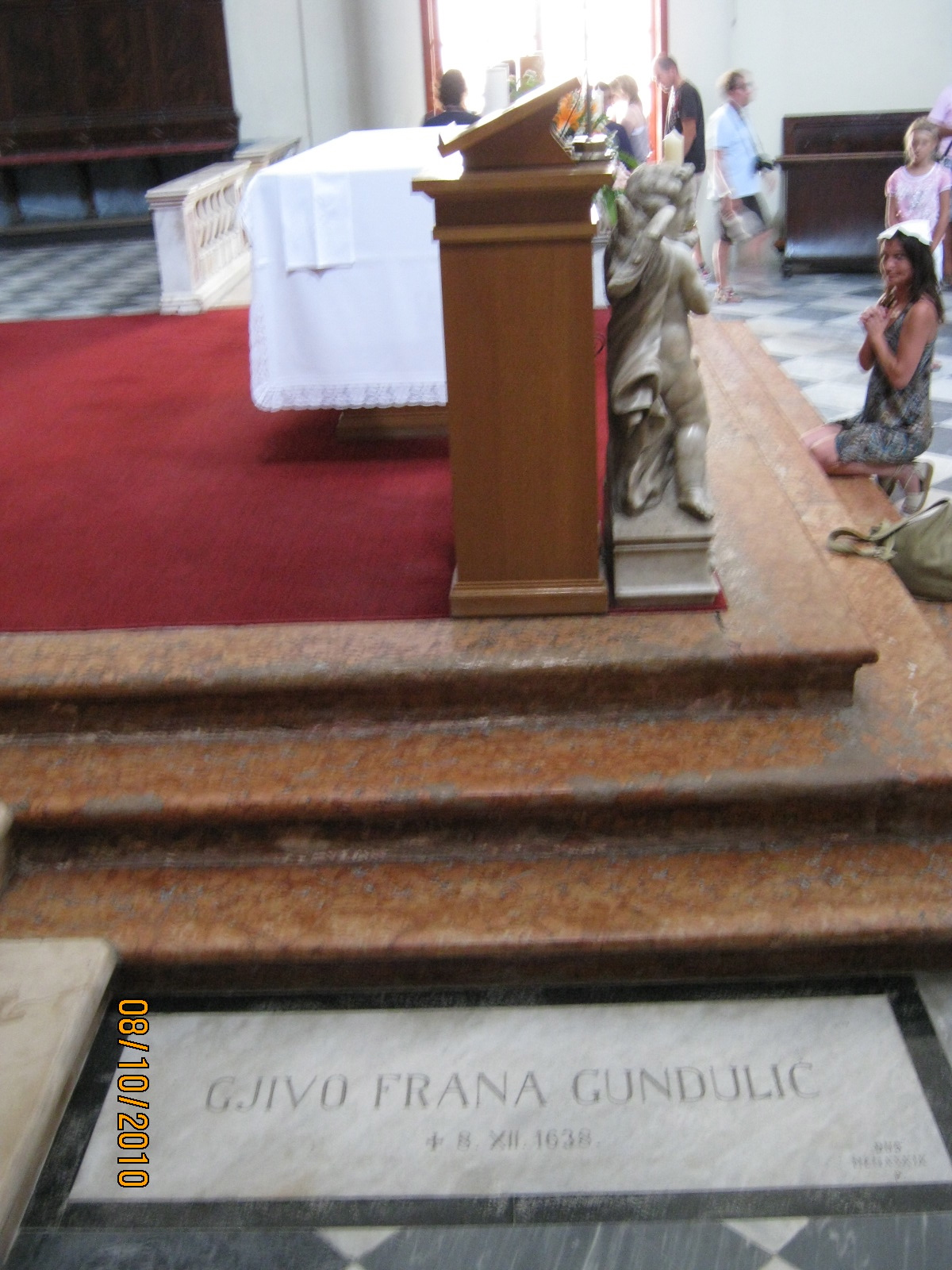
Pietra Tombale di Gondola

Gondola è sepolto nella chiesa dei Francescani "Male Brace" a Ragusa.

## Cronologia delle funzioni pubbliche ricoperte da Giovanni Francesco Gondola
- 1609 Lavoriere del Pagamento.
- 1612 Lavoriere della Seritta.
- 1614 Officiale all'Armamento del Pagamento.
- 1615 Officiale della Stima.
- 1615 Conte di Canali (Konavle).
- 1617 Massaro delle biave.
- 1618 Officiale della Stima.
- 1619 Conte di Canali (Konavle).
- 1621 Console del Collegio delle Appellazioni.
- 1622 Officiale della Seritta.
- 1623 Avvocato del Proprio.
- 1624-1625 Console del Collegio delle Appellazioni.
- 1626 Avvocato del Proprio.
- 1627 Avvocato del Comune.
- 1628 Console del Collegio delle Appellazioni.
- 1628 Avvocato del Proprio.
- 1629-1632 Console del Collegio delle Apellazioni.
- 1632 Giustiziere del Comune.
- 1632 Avvocato del Proprio.
- 1633 Officiale delle Ragioni.
- 1634 Officiale alla Dogana grande.
- 1634 Senatore.
- 1635 Console/Giudice della Corte Civile (Corte delle Cause Civili).
- 1636 Senatore.
- 1637 Procuratore del Monnasterio di San Michele o della Madonna degli Angeli.
- 1637 Console/Giudice della Corte Criminale.
- 1638 Console/Giudice della Corte Civile.
- 1638 Consigliere del Minor Consiglio.

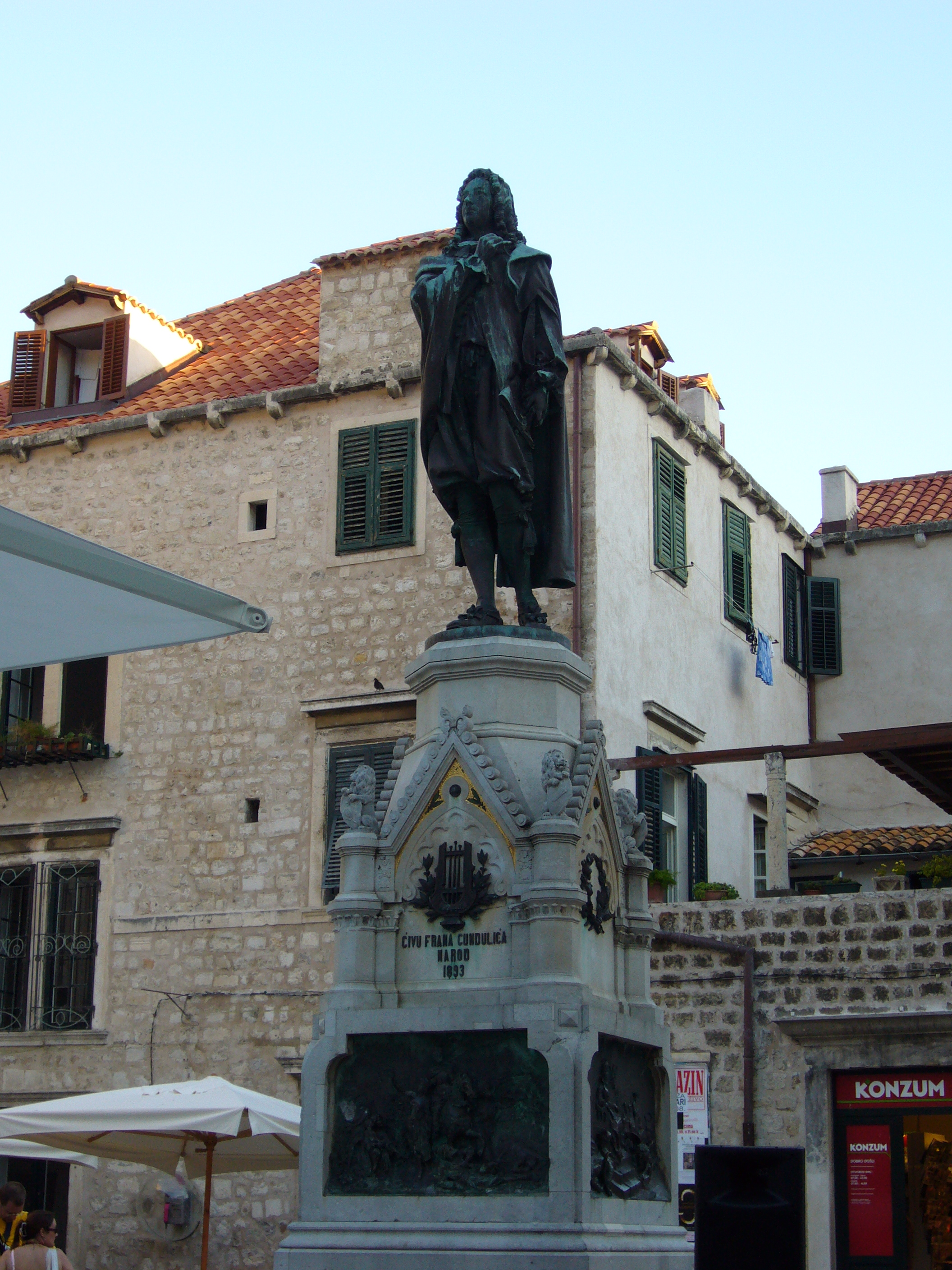
Giovanni Francesco Gondola

## Monumento
Sul monumento di Gondola a Ragusa è scritto in croato "Đivu Frana Gundulića, Narod 1893", (Per Giovanni Francesco Gondola, il popolo 1893). Monumento e l'opera di Ivo Rendić, scultore croato.

## L'attività letteraria
La produzione letteraria del Gondola fu varia, caratterizzata dal fatto d'essere totalmente nel dialetto stocavo di Ragusa e in versi.
Delle sue varie opere giovanili rimangono 292 ottonari a rima alternata, dal titolo di Ljubovnik sramezljiv (L'amante timido): una traduzione adattata delle tre operette di Girolamo Preti L'amante timido, L'amante occulto e Amor segreto.
Delle dieci opere teatrali composte negli stessi anni, rimangono solo i titoli, che richiamando puntualmente a coeve opere italiane si ipotizzano come traduzioni o adattamenti delle stesse: Galatea, Diana, Cerere, Cleopatria, Coralli di Sciro ecc. .
Conservata in un'edizione anconetana del 1633 è l'Ariadna (Arianna, probabilmente composta nel 1628): una libera versione dell'omonimo melodramma di Ottavio Rinuccini, molto noto per esser stato musicato nel 1608 da Claudio Monteverdi.

### Il poema epico
Gondola tentò di dare alla letteratura dalmatica anche la prima epopea, per cui vide nella storia contemporanea un fatto degno di poema e si accinse a cantare la fine sciagurata di Osman II nel poema Osmanide.
Osman II era il ventesimo sovrano della stirpe degli Ottomani, ed era nato nel 1604 come primogenito del sultano Ahmed I. Alla morte del padre, avvenuta nel 1617, gli intrighi di corte lo avevano escluso dalla successione al trono a favore di suo zio Mustafa I. Questo sovrano, però, ebbe un governo breve a causa della sua incapacità. Venne infatti deposto nel febbraio del 1618 e Osman, che aveva solo 17 anni, ascese al trono.
Prese parte alla guerra dei magnati moldavi, che trovò la causa di guerra quando Constantin Movilă, Hospodar di Moldavia, venne deposto dal suo ruolo, e rifugiatosi in Polonia implorava un soccorso che lo riportasse nel perduto principato.
Inizialmente gli era corso in aiuto Stefan Potocki, suo cognato, che non era però riuscito nell'impresa. In seguito Samuel Korecki e Michał Wiśniowiecki tentarono con analoga sorte e il primo restò prigioniero dei Turchi. L'anno seguente fu stabilita la pace tra la Polonia e l'Impero ottomano, ma nel 1618 la fuga del principe Korecki dalle prigioni di Costantinopoli venne a violare i patti.
Osman a quel tempo era asceso al trono e con il suo genio bellico portò i Turchi alla vittoria della Battaglia di Khotyn dove il principe polacco cadde nuovamente prigioniero. Osman tentò quindi la conquista della Polonia per cui il visir Dilaver Pascià fu costretto a firmare la pace il 7 ottobre 1621.
Osman giurò lo sterminio dei Giannizzeri, che avevano blandamente sostenuto la causa ottomana durante la guerra, ma i Giannizzeri avevano saputo dei disegni del giovane Sultano e le scintille di una sommossa non tardarono a palesarsi. L'imprudenza di Osman attizzò il fuoco della rivolta, che gli costò la deposizione, la prigionia e infine la morte.
I venti canti del poema del Gondola abbracciano l'epoca che comincia da dopo la battaglia di Khotyn sino alla morte di Osman.
Numerosi episodi rimpolparono la vera storia, che manca di un'azione sufficientemente ampia. Si ha quindi il viaggio di Krunoslava, moglie di Korecki, che segue le tracce del marito e lo scontro in duello di questa stessa eroina con Socolizza, figlia del principe del Gran Mogol, a memoria di quello di Bradamante e di Marfisa nell'Orlando.
Un altro episodio è la storia di Daniza, figlia di Ljubidrago, rapita dal fianco del vecchio genitore per accrescere il serraglio e da Osman generosamente restituita all'affetto paterno. Ci sono canti scritti con particolare fervore poetico: il XIII sulla congrega dei demoni, l'XI, dove Ali, introdotto nella reggia di Varsavia, vede tessuta in arazzi la battaglia di Khotyn, il XX in cui Osman, ormai al termine, si concentra nel proprio dolore e lo esacerba con la memoria della sua passata grandezza.
L'Osmanide fu soggetto di controversie letterarie in quanto alcuni si chiesero se dovesse annoverarsi fra i poemi epici, perché la protasi lirica:
Oh ! folle umano orgoglio, a che ti estolli
Ove ogni opra dell'uom passa e non dura?
era per molti un delitto di leso classicismo, insieme all'azione così spezzata, la molteplicità degli episodi, l'interesse diviso fra Osman e Vladislavo al punto da rendere incerto il lettore sul protagonista, tutte queste apparenti mancanze nell'unità dell'azione, e la varietà e la novità dei mezzi lo rendono non soggetto ad analisi aristotelica.
Non si sa come avvenne ma i canti XIII e XIV andarono perduti dopo la morte dell'autore, e vennero sostituiti da due scritti in loro vece da Pietro Sorgo-Cerva.
Il poema si tramandò per due secoli come manoscritto e si deve alle cure di Volanti, Marcovich, e del tipografo Antonio Martecchini la sua pubblicazione a stampa nel 1826.
Tra le altre opere del Gondola, a tema cattolico, rimangono le traduzioni dei salmi del re penitente (Venezia 1620, presso Marco Ginami), un poemetto in due canti tratto dalla parabola del figliuol prodigo (presso lo stesso Ginami in Venezia e poi più volte ristampato), e un altro in cui sviluppa i dogmi della cattolica fede, intitolato Sulla divina grandezza (Roma 1621, presso gli eredi di Zanetti).
Restano altre sue produzioni minori come l'elegia in morte di Maria Kalandrica, l'Endimione e Diana, il Rinaldo e Armida, e un poemetto in lode di Ferdinando II, Granduca di Toscana.
Morì nel 1638, all'età di cinquant'anni.

## Opere

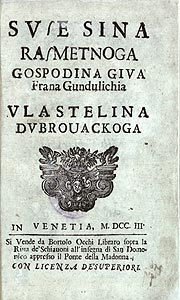
Lagrime del figlio prodigo

- Ariadna, stampata in Ancona da Salvioni nel 1633 e a Ragusa da Martecchini nel 1829
- II ratto di Proserpina, stampata a Ragusa da Martecchini nel 1843
- Dubravka (favola pastorale), stampata a Ragusa da Martecchini nel 1837
- Galatea
- Diana
- Armida
- Il sacrifizio d'Amore
- Cerere
- Cleopatra
- Adone
- Koraljka
- Sciro
- Osmanide (poema epico), dapprima furono stampati a Ragusa tre canti nel 1803 e quindi tutto il poema da Martecchini nel 1826; fu ristampato poi a Buda nel 1827 e poi più volte in Croazia
- Le lagrime del figliol prodigo, stampate a Venezia da Marco Ginami nel 1622, poi da Simeone Occhi nel 1703, a Ragusa da Martecchini nel 1828 e 1838
- Poemetto in lode di Ferdinando II, a Ragusa da Martecchini nel 1828 e 1838
- Poemetto sulla grandezza di Dio, a Roma da Zanetti nel 1621, a Venezia da Marco Ginami nel 1622, a Ragusa da Martecchini nel 1828 e 1838
- In morte di Maria Kalandrica, a Ragusa da Martecchini nel 1837
- traduzione della Gerusalemme liberata del Tasso
- Traduzione dei salmi penitenziali, a Venezia da Marco Ginami nel 1620, a Ragusa da Martecchini nel 1828 e 1838
- L'amante timido, traduzione dall'italiano del Preti, a Ragusa da Martecchini nel 1827 e 1838

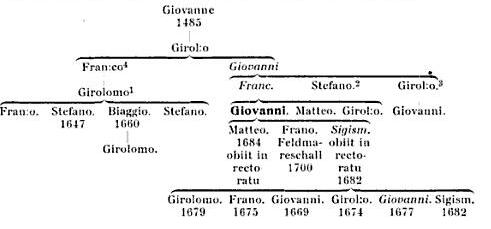
Genialogia Famiglia Gondola

## Famiglia di Giovanni Gondola
Sposò Nicoletta Sorgo e fu padre di tre figli. I fratelli Francesco, Sigismondo e Matteo Gondola cominciarono a distinguersi nei reggimenti di cavalleria regolare nella guerra del Re di Spagna con il Portogallo, come si deduce da uno scritto di Marino Caboga presentato al Residente Cesareo a Costantinopoli nel 1677.
Sotto Villa Viziosa, Matteo diede particolari prove di coraggio e di abilità. Fu perciò dichiarato Cavaliere di Calatrava e nominato Capitano di un reggimento di proprietà del Regno di Napoli, con buoni incarichi in tempo di pace e di guerra.
Francesco, per la sua abilità nella suddetta guerra, fu nominato Cavaliere della Chiave d'Oro e, per un altro interessante servizio, molto apprezzato a Corte: sposando infatti Margherita Strozzi, che era la First Lady della Corte dell'Imperatrice Leonora, fu dichiarato Segreto. Inizialmente cameriere SMI e colonnello, grazie alle nuove prove di coraggio e fedeltà che diede nelle campagne di Lorena, Fiandre e Olanda, raggiunse il grado di Feld Marshal.
Sant'Evremondo, che fece i ritratti dei generali austriaci, non omise quello del Gondola.
Morì nell'anno 1700 all'età di 68 anni. Un suo nipote di nome Girolamo, avendo seguito la stessa carriera, morì al servizio di Cesareo, sotto il Barcellona.